# Широково (Курганская область)
Широково — село в Шатровском муниципальном округе Курганской области России.

## География
Село находится на севере Курганской области, в пределах юго-западной части Западно-Сибирской равнины, в подтаёжно-лесостепной зоне, на берегах реки Мостовки, на расстоянии примерно 6 километров (по прямой) к востоку-юго-востоку (ESE) от села Шатрова, административного центра района. Абсолютная высота — 98 метров над уровнем моря.

### Климат
Климат характеризуется как континентальный, с холодной продолжительной малоснежной зимой и коротким тёплым сухим летом. Среднегодовая температура — 0,3 °C. Средняя температура воздуха самого холодного месяца (января) составляет −14 — −4 °C (абсолютный минимум — −43 °С); самого тёплого месяца (июля) — 12 — 21 °C (абсолютный максимум — 37 °С). Безморозный период длится в среднем 133 дня. Годовое количество атмосферных осадков — 410 мм, из которых большая часть выпадает в тёплый период. Снежный покров держится около 148 дней.

## История
До 1917 года в составе Шатровской волости Ялуторовского уезда Тобольской губернии. По данным на 1926 год деревни Широкова и Нижняя Мостовка состояли из 303 хозяйств. В административном отношении входили в состав Широковского сельсовета Шатровского района Тюменского округа Уральской области.

## Население
| 1989 | 2002 | 2010 |
| ---- | ---- | ---- |
| 356  | ↘285 | ↘181 |

По данным переписи 1926 года в деревнях проживало 1389 человек (654 мужчины и 735 женщин), в том числе: русские составляли 100 % населения.

### Гендерный состав
По данным Всероссийской переписи населения 2010 года в гендерной структуре населения мужчины составляли 48,1 %, женщины — соответственно 51,9 %.

### Национальный состав
Согласно результатам Всероссийской переписи населения 2002 года, в национальной структуре населения русские составляли 99 %.